# V838 Единорога
V838 Единорога (V838 Mon) — необычная переменная звезда в созвездии Единорога, находящаяся на расстоянии около 20 000 световых лет (6 кпк) от Солнца. Звезда пережила серьёзный взрыв в начале 2002 года. Первоначально предполагалось, что причиной взрыва была обычная вспышка новой, но позднее эта гипотеза была опровергнута. Причина вспышки до сих пор неясна, но на этот счёт было выдвинуто несколько теорий, например, что взрыв связан с процессами умирания звезды и поглощения компаньона или планет. Температура поверхности V838 Единорога — 3270 кельвинов, радиус — 380 радиусов Солнца, светимость — в 15 000 раз больше светимости Солнца. Оценки массы колеблются от 5 до 10 масс Солнца.

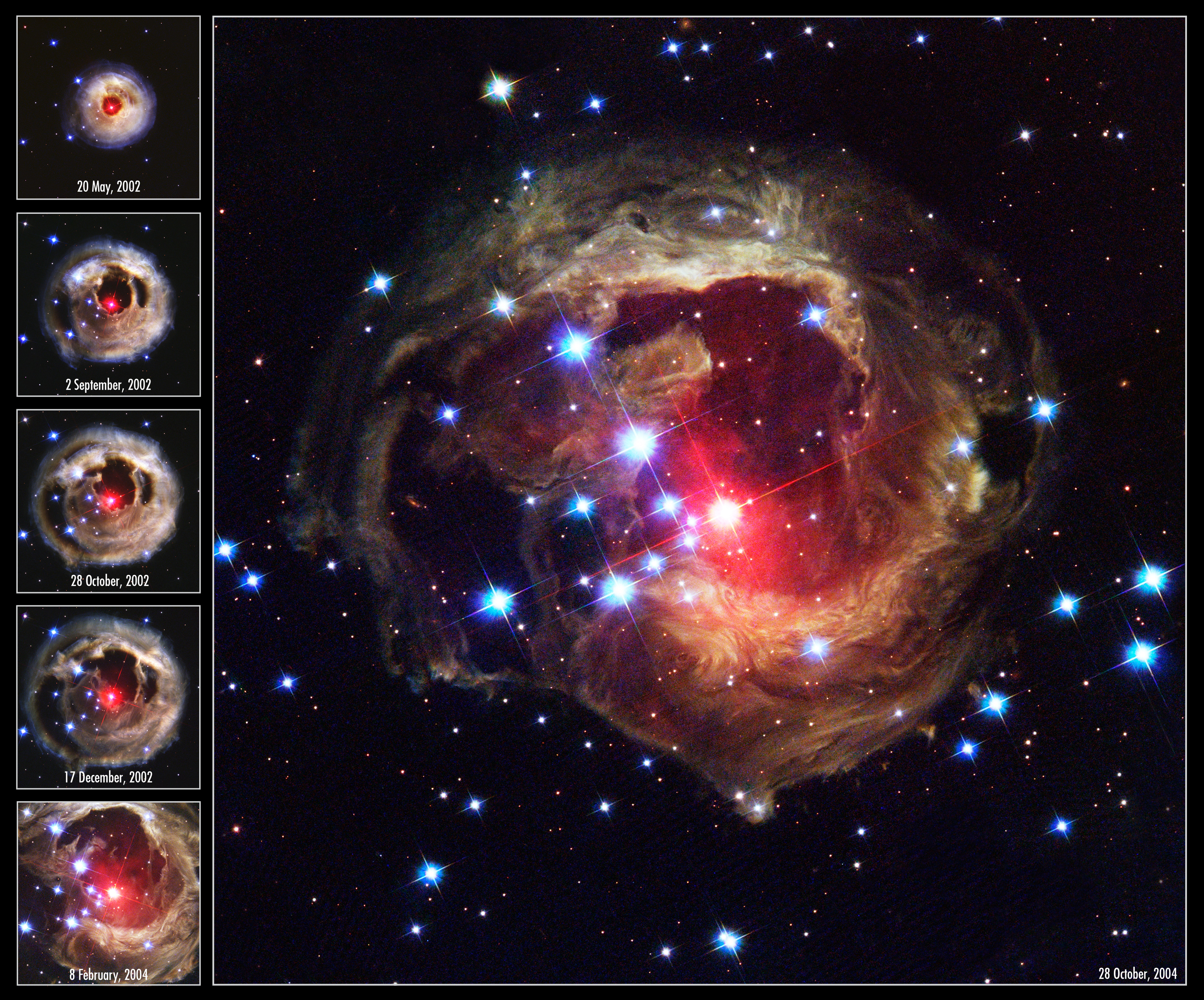
Изображение показывает расширение светового эха у V838 Единорога. Изображение NASA/ESA

## Выброс вещества
6 января 2002 года в созвездии Единорога была замечена неизвестная звезда, которая увеличивала свою яркость. Начальная кривая блеска напоминала новую: выброс, происходящий, когда на поверхности белого карлика скопилось достаточное количество газообразного водорода от звезды-компаньона. Поэтому она также была обозначена как «Nova Monocerotis 2002». Видимая звёздная величина достигла максимальной отметки 6,75 уже 6 февраля 2002 года, после чего, как и ожидалось, она начала быстро тускнеть. Однако в начале марта яркость звезды вновь увеличилась, особенно в инфракрасном диапазоне. Ещё одно увеличение яркости в инфракрасном диапазоне произошло в начале апреля. В 2003 году видимая звёздная величина достигла отметки 15,6, и звезда теперь выглядела как красный сверхгигант, а не голубой гигант главной последовательности. Кривая блеска, вызванная извержением вещества, была не похожа на остальные выбросы. В 2009 году звезда была примерно в 15 000 раз ярче Солнца, при отсутствии межзвёздного поглощения, её видимая звёздная величина могла бы составить 8,5.
Увеличение яркости было вызвано быстрым расширением внешних слоёв звезды. Наблюдения при помощи инструмента Паломарский интерферометр показали, что радиус звезды на тот момент составлял 1570±400 радиусов Солнца (сравнимо с орбитой Юпитера), подтверждая таким образом более ранние вычисления. К 2014 году радиус уменьшился до 750 ± 200 солнечных (чуть меньше радиуса Бетельгейзе). Однако текущие оценки расстояния и, следовательно, радиуса примерно на 25 % ниже, чем предполагалось в этих работах.

## Световое эхо
Во время вспышки было зафиксировано световое эхо — в результате отражения света вспышки от облаков газа и пыли, возникла иллюзия, что скорость света якобы превышала световую. Так за несколько месяцев туманность увеличила свой видимый размер с 4 до 7 световых лет. Расширение этого эха продолжалось до 2010 года.

## Изображения
| Галактическая долгота 217,7975° Галактическая широта +1,0522° Расстояние 20 000 световых лет |